# رسید سپرده آمریکایی
رسید سپرده آمریکایی (انگلیسی: American depositary receipt) یا رسید سپرده‌های آمریکایی (به‌اختصار: ADR) یک سپرده قانونی از سهام اوراق بهادار یک شرکت غیر آمریکایی است، که در بازارهای مالی ایالات متحده معامله می‌شود. سهام بسیاری از شرکت‌های غیر آمریکایی فعال در بازارهای بورس اوراق بهادار ایالات متحده، از طریق رسیدهای سپرده‌ای که در اختیار دارند، معامله می‌شود، که سود حاصل از این معاملات نیز به صورت سود سهام، به دلار آمریکا پرداخت می‌گردد و گاهی نیز ممکن است دقیقاً مانند برگه‌های سهام در بازارهای مالی معامله شوند. رسیدهای سپرده نیز همچون سایر اوراق بهادار در طول روزهای کاری در بازارهای تجاری ایالات متحده و از طریق نمایندگی‌های کارگزاری در این کشور معامله می‌شوند. رسید سپرده آمریکایی نخستین بار در سال ۱۹۲۷ توسط جی‌پی مورگان برای شرکت خرده‌فروشی بریتانیایی سلفریجز، در بازار بورس نیویورک، معامله شد.